# Маргарита Шлезвіг-Гольштейн-Зондербурзька
Маргарита Шлезвіг-Гольштейн-Зондербурзька (дан. Margrethe af Slesvig-Holsten-Sønderborg, нім. Margaret von Schleswig-Holstein-Sonderburg), також Маргарита Шлезвіг-Гольштейн-Зондербург-Пльонська (нар. 3 березня 1583 — пом. 10 квітня 1658) — представниця Ольденбурзької династії, донька герцога Шлезвіг-Гольштейн-Зондербургу Ганса Молодшого та принцеси Брауншвейг-Грубенгагенської Єлизавети, дружина першого графа Нассау-Зіґену Йоганна VII.

## Біографія
Народилась 3 березня 1583 року у маєтку Сандберг поблизу Сендерборгу. Була дванадцятою дитиною та шостою донькою в родині герцога Шлезвіг-Гольштейн-Зондербургу Ганса Молодшого та його першої дружини Єлизавети Брауншвейг-Грубенгагенської.
Втратила матір у віці 3 років. Батько незабаром узяв другий шлюб з ангальтською принцесою Аґнесою Ядвіґою, яка народила йому ще дев'ятьох дітей, п'ятеро з яких досягли дорослого віку.
У віці 20 років Маргарита взяла шлюб із 42-річним Йоганном Нассау-Ділленбурзьким, другим сином графа Нассау-Ділленбургу Йоганна VI. Весілля пройшло 27 серпня 1603 у Ротенбурзькому замку. Наречений був удівцем, від першого шлюбу з Магдаленою Вальдекською мав дев'ятеро дітей, його старший син був навіть старшим за Маргариту.

Після смерті Йоганна VI у жовтні 1606 року, Йоганн із братами поділили батьківські землі. За договором від 1607 року йому відійшли Зіґен, Фройденберг, Нетфен, Гільхенбах, Ферндорф і Гайнґеріхт, які утворили нове графство Нассау-Зіґенське. Резиденцією родини став Зіґенський замок. До цього часу Маргарита вже народила чоловікові двох синів. Всього у подружжя було тринадцятеро спільних дітей

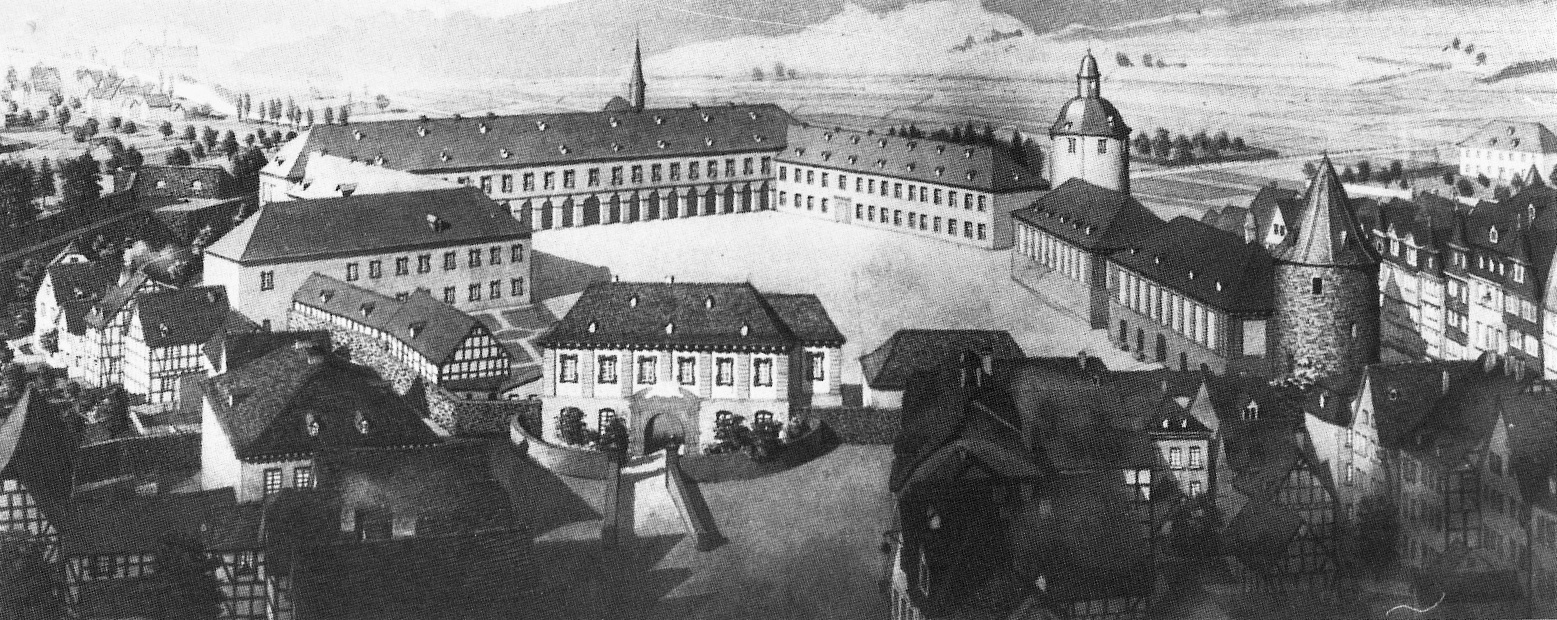
Нижній замок Зіґену

Йоганн VII помер у вересні 1623 року. Його старший син від першого шлюбу заручився підтримкою імператора проти Маргарити та її синів, аби ті не перешкоджали його вступу на престол у Нассау-Зіґені.
Графиня пішла з життя у Нижньому замку в Зіґені 10 квітня 1658. Була похована під алтарем місцевої церкви Святого Миколая. 29 квітня 1690 року прах  Маргарити та її чоловіка перепоховали у новозбудованій князівській крипті в Нижньому замку.

## Родина

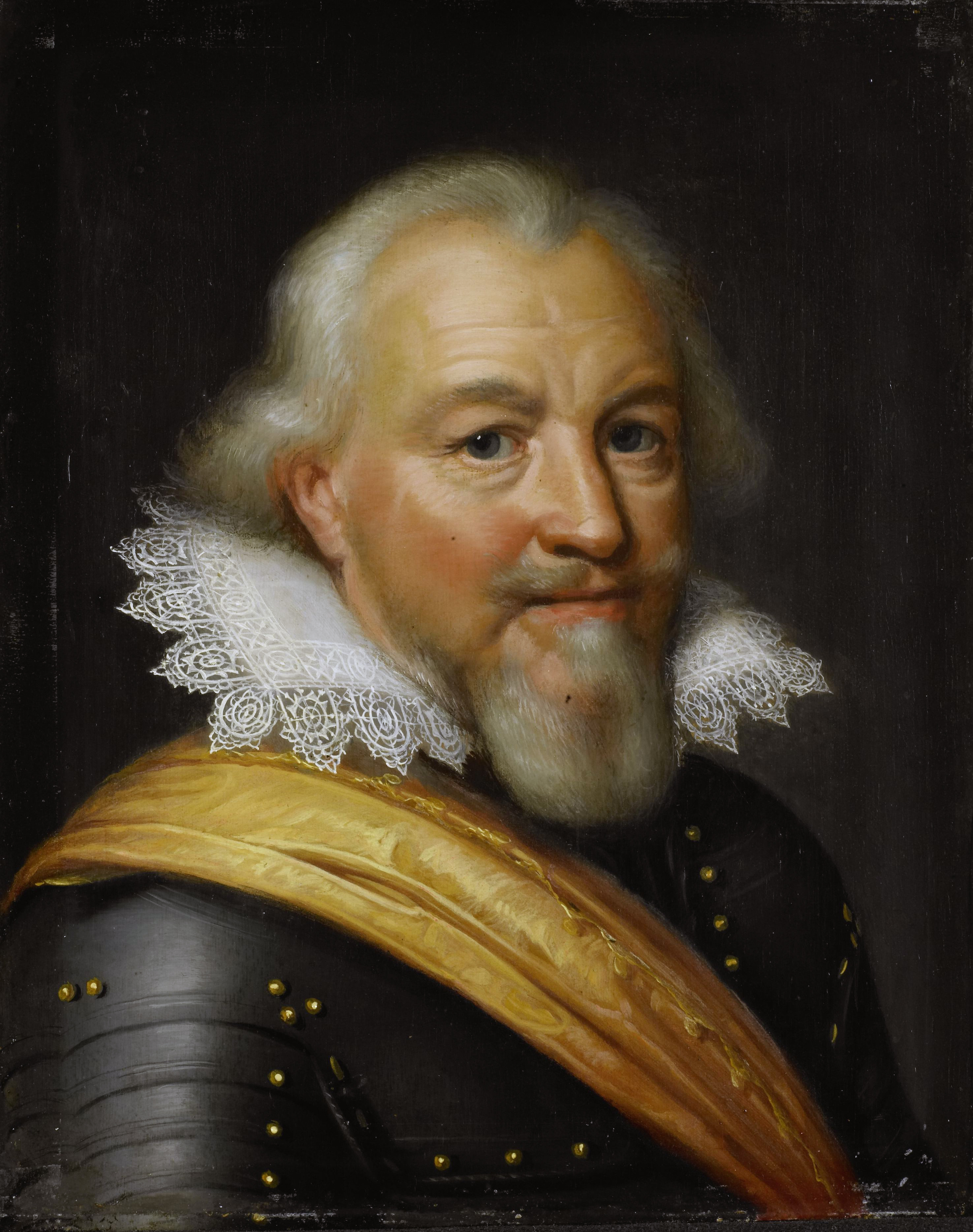
Портрет Йоганна VII, Державний музей (Амстердам)

Чоловік — Йоганн VII, граф Нассау-Зігенський
Діти:
- Йоганн Моріц (1604–1679) — принц Нассау-Зігенський, голландський фельдмаршал, одруженим не був, дітей не мав;
- Георг Фрідріх (1606–1674) — граф Нассау-Зіґену у 1638—1664, князь Нассау-Зіґену у 1664—1674 роках,  був одруженим із Маурицією Португальською, мав двох позашлюбних доньок.
- Вільгельм Отто (1607—1641) — військовик шведської армії, одруженим не був, дітей не мав;
- Луїза Крістіна (1608–1685) — дружина маркіза Філіпа Франсуа де Воттвіля, мала єдиного сина.
- Софія Маргарита (1610–1665) — дружина графа Лімбург-Штіруму Георга Ернста, дітей не мала;
- Генріх (1611–1652) — полковник голландського війська, губернатор Хюлсту у 1645–1652 роках, був одружений з Марією Магдаленою Лімбург-Штірумською, мав двох синів і двох доньок.
- Марія Юліана (1612–1665) — дружина герцога Саксен-Лауенбургу Франца Генріха, мала шестеро дітей;
- Амалія (1613–1669) — дружина шведського фельдмаршала Германа Врангеля, а після його смерті — пфальцграфа та герцога Зульцбаху Крістіана Августа, мала сімох дітей від першого шлюбу та п'ятьох — від другого.
- Бернхард (1614–1617) — прожив 2 роки;
- Крістіан (1616–1644) — полковник імперського війська, був одруженим з Анною Барбарою Квад фон Ландскрон, дітей не мав;
- Катерина (1617–1645) — одружена не була, дітей не мала;
- Йоганн Ернст II (1618–1639) — морський офіцер Голландської Вест-Індійської компанії, одруженим не був, дітей не мав;
- Єлизавета Юліана (1620–1665) — дружина графа Сайн-Віттгенштайн-Берлебургу Бернхарда, дітей не мала.